# Bătălia de la Konotop
Bătălia de la Konotop - a avut loc pe 29 iunie 1659 între aliații lor cazacii ucraineni și tătarii crimeeni sub conducerea lui Ivan Vihovschi și Cnezatul Moscovei condus de Alexei Trubețkoi lângă orașul Konotop (regiunea Cercasî, Ucraina).
Acest război a avut loc în timpul istoriei Ucrainei și este în general cunoscut sub numele de Ruina.
Bătălia de la Konotop a rămas un subiect tabu virtual în timpul Imperiului Rus și în special în cadrul Istoriografiei Sovietice.
Atitudinea față de acest eveniment poate fi explicată de faptul că acest eveniment infirma unele teorii ale propagandei rusești despre unitatea slavilor din Est, în special cele despre "eterna prietenie intre poporul rus și poporul ucrainean" și "dorința firească a ucrainenilor de a se uni cu Rusia". Mai târziu, bătălia de la Konotop a fost idealizată și de unii ucraineni. În pofida curajului și a vitejiei cazacilor, în special a cazacilor care au apărat Konotop, această bătălie rămâne o victorie amară. O victorie care nu a avut nici un impact semnificativ asupra cursului istoriei Ucrainei. Astfel, bătălia de la Konotop rămâne un exemplu clasic al unei bătălii câștigate și al unui război pierdut.

## Desfășurarea bătăliei

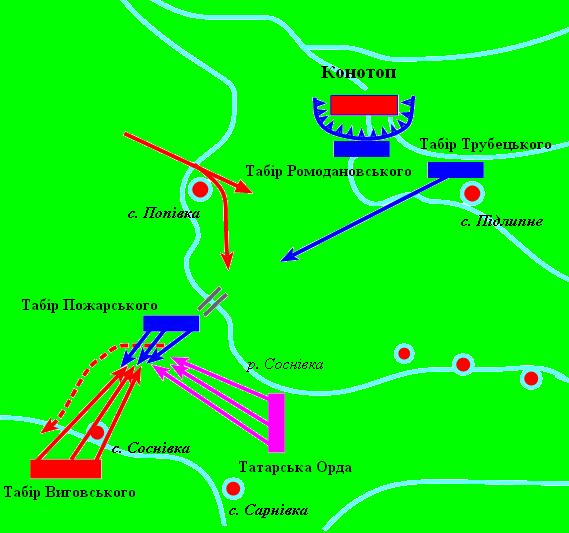
Harta desfăşurării bătăliei de la Konotop

Această bătălie a avut loc la 10 km est de Konotop, pe malurile sud-estice ale râului Sosnivka.